# Nissan-lez-Enserune
Nissan-lez-Enserune este o comună în departamentul Hérault din sudul Franței. În 2009 avea o populație de 3.526 de locuitori.

## Evoluția populației
| An        | 1975  | 1982  | 1990  | 1999  | 2006  | 2009  |
| --------- | ----- | ----- | ----- | ----- | ----- | ----- |
| Populație | 2.251 | 2.519 | 2.835 | 2.907 | 3.278 | 3.526 |